# Wolfratshausen

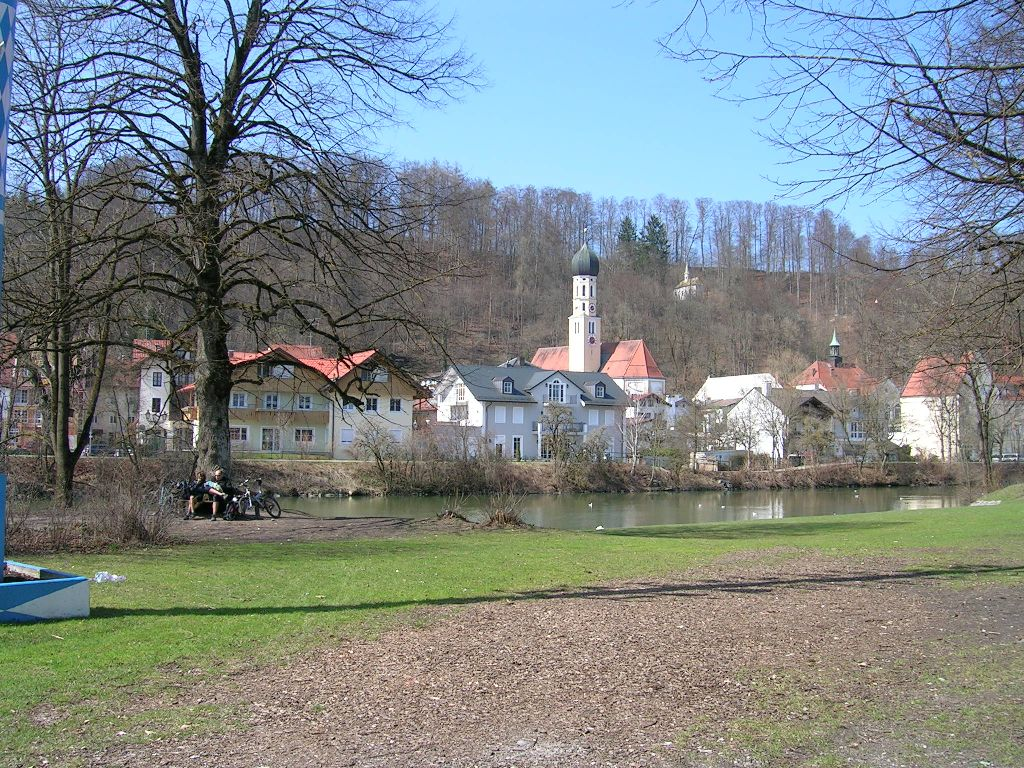
Phố cổ của Wolfratshausen

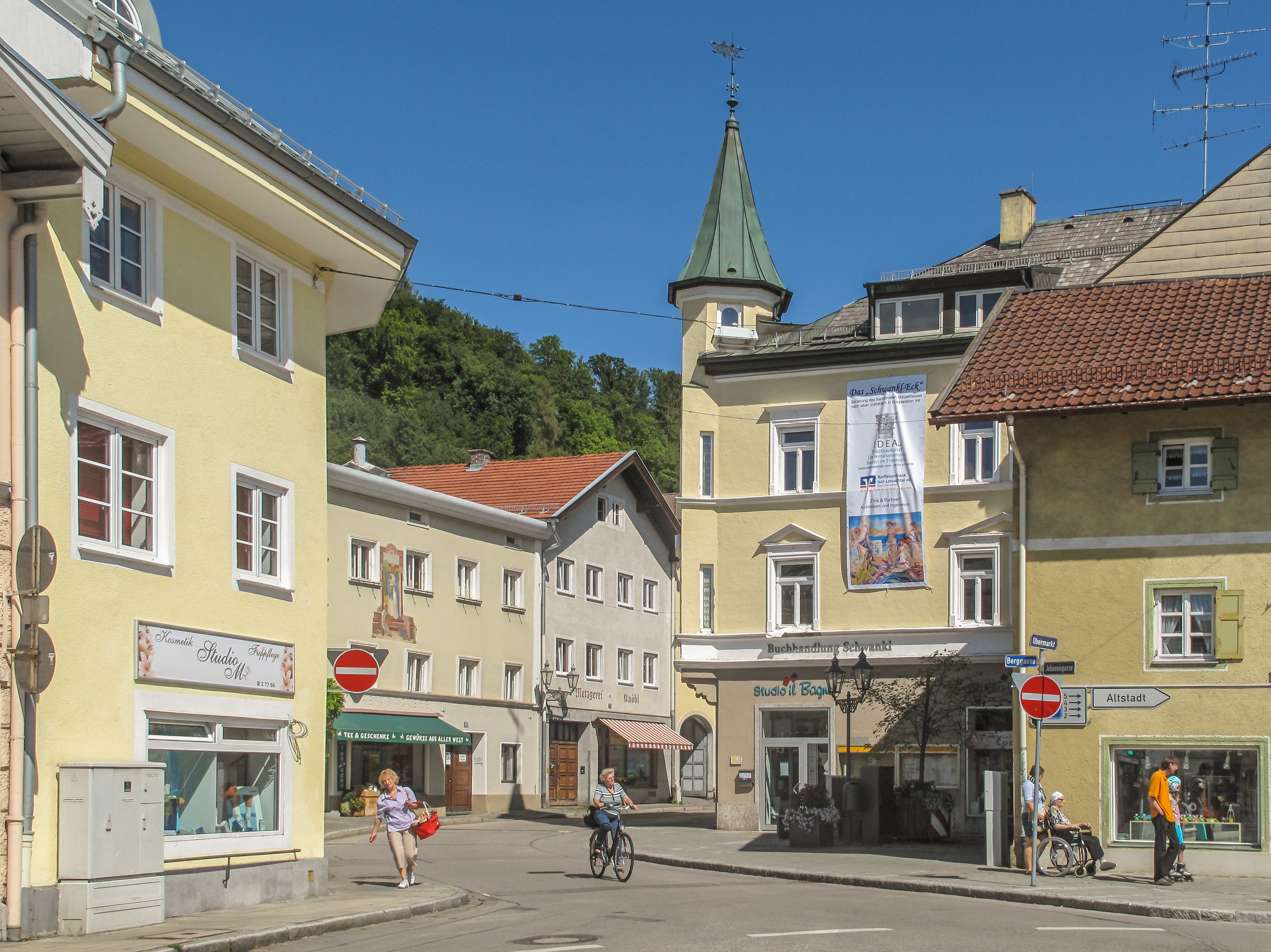
Đường: Berggasse-Obermarkt

Wolfratshausen là một thành phố của huyện Bad Tölz-Wolfratshausen, nằm ở Bayern, Đức.

## Địa lý
Wolfratshausen thuộc vùng Bayrisches Oberland và nằm ở thung lũng sông Loisach và Isar. Sông Loisach chảy ngay phía Bắc của thành phố trong phạm vi rừng nước Puppling vào sông Isar. Thủ đô tiểu bang München cách 30 km về phía Bắc.
Thành phố có ranh giới trực tiếp với Geretsried, tạo nên một khu vực kinh tế với trên 40.000 Einwohnern tại vùng Bayerisches Oberland.

## Huy hiệu
Con chó sói trong huy hiệu của thành phố có từ đầu thế kỷ thứ 15.
Thỉnh thoảng sau đó người ta lại đổi thành con cáo.

## Sách báo
- Quirin Beer: Chronik der Stadt Wolfratshausen: Geschichte der Burg Wolfratshausen und des gleichnamigen Marktes bis zur Stadterhebung. Dachau 1986, ISBN 3-922394-76-0.
- Cornelia Baumann-Oelwein: Der Haderbräu in Wolfratshausen: Gastwirtschaft und Brauerei durch vier Jahrhunderte. hrsg. von der Messerschmitt Stiftung, München/Wien 1993, ISBN 3-486-56040-9.
- Constantion Gantner: Wolfratshausen, Kirchen und Kapellen der Pfarrei. München 1984, ISBN 3-7954-4334-2.
- Gisela Schinzel-Penth: Sagen und Legenden aus Wolfratshausen und Umgebung. Andechs 1992, ISBN 3-921445-19-1.
- Stadt Wolfratshausen: Heimatbuch. Herausgegeben zum 1000-jährigen Jubiläum 2003. Wolfratshausen 2002.